# پی‌یر دو رونسار
پیر دُ رونسار (به فرانسوی: Pierre de Ronsard)،(زادهٔ ۱۱ سپتامبر۱۵۲۴ ـ درگذشتهٔ۲۷دسامبر ۱۵۸۵م)، شاعری فرانسوی بسیار معروف که هم نسلان او در فرانسه، وی را «شاهزادهٔ شاعران» و «شاعر شاهزدگان» می‌نامیدند.
نه فقط شعر می‌گفت اما تکنیک شعر گفتن فرانسوی هم تغییر کرده و بسیار واژگان و اصطلاحهای جدید ساخته است.